# J.S. Bach Through Our Eyes
J.S. Bach Through Our Eyes è un cortometraggio documentario del 2001 diretto da Jane Zipp e basato sulla vita del compositore tedesco Johann Sebastian Bach.

## Riconoscimenti
- 2001 - Burbank International Children's Film Festival
  - Miglior cortometraggio documentario (Jane Zipp)